# Фосачезия
Фосачѐзия (на италиански: Fossacesia) е градче и община в Южна Италия, провинция Киети, регион Абруцо. Разположено е на 140 m надморска височина. Населението на общината е 6283 души (към 2010 г.).